# Mount Ness
Mount Ness ist ein 1890 m hoher Berg im Palmerland auf der Antarktischen Halbinsel. In den Batterbee Mountains ragt er 15 km nordöstlich des Mount Bagshawe sowie 22 km östlich der Rymill-Küste am George-VI-Sund auf.
Die erste Sichtung des Bergs wird dem US-amerikanischen Polarforscher Lincoln Ellsworth bei einem Überflug am 23. November 1935 zugesprochen. Dabei entstandene Luftaufnahmen dienten dem US-amerikanischen Kartografen W. L. G. Joerg für eine Kartierung. Eine Vermessung nahmen 1936 Teilnehmer der British Graham Land Expedition (1934–1937) unter der Leitung des australischen Polarforschers John Rymill vor. Das UK Antarctic Place-Names Committee benannte ihn 1954 nach Elizabeth Wilhelmina Ness (geborene Miller, 1881–1962), seit 1930 erstes weibliches Ratsmitglied der Royal Geographical Society und Sponsorin der British Graham Land Expedition.